# NGC 2222
NGC 2222 is een balkspiraalstelsel in het sterrenbeeld Schilder. Het hemelobject werd op 4 december 1834 ontdekt door de Britse astronoom John Herschel.

## Synoniemen
- ESO 121-25
- AM 0619-573
- PGC 18835